# 島原新聞
島原新聞（しまばらしんぶん）は長崎県島原市で発行されている日刊ローカル紙。関連会社にケーブルテレビジョン島原がある。

## 沿革
- 1899年　「開国新聞」を長崎県島原町で発刊
- 1905年　「筑後新聞」に改題　福岡県久留米市に発行拠点を移動
- 1909年　「九州日日新聞」（現・熊本日日新聞）に発行権利を譲渡し廃刊
- 1913年　「島原新聞」の題字で復刊
- 1942年　「長崎日日新聞」、「長崎民友新聞」、「軍港新聞」と国策の一県一紙令で合併。「長崎日報」に合併
- 1945年7月　「長崎新聞」に改題
- 1946年12月9日　戦時合併を解消。「新島原」の題字で復刊
- 1958年8月　「島原新聞」に改題